# Sønder Bork Sogn
Sønder Bork Sogn er et sogn i Skjern Provsti (Ribe Stift).
I 1800-tallet var Nørre Bork Sogn anneks til Sønder Bork Sogn. Begge sogne hørte til Nørre Horne Herred i Ringkøbing Amt. Sønder Bork-Nørre Bork sognekommune blev ved kommunalreformen i 1970 indlemmet i Egvad Kommune, der ved strukturreformen i 2007 indgik i Ringkøbing-Skjern Kommune.
I Sønder Bork Sogn ligger Sønder Bork Kirke.
I sognet findes følgende autoriserede stednavne:
- Adamspolde (areal)
- Anerbjerge Plantage (areal)
- Anholt (areal)
- Birkekær (areal, bebyggelse)
- Bjålum (areal, ejerlav)
- Bjålum Klit (areal)
- Bork Mærsk (bebyggelse)
- Falen (bebyggelse)
- Falen Å (vandareal)
- Fuglepolde (areal)
- Gammeljord (bebyggelse)
- Grønbjerg (areal)
- Gødelen (vandareal)
- Helmbanke (areal)
- Henningsgårde (bebyggelse)
- Lille Mjøl (areal)
- Lilletipper (areal)
- Nissengårde (bebyggelse)
- Obling (bebyggelse, ejerlav)
- Rødsand Hage (areal)
- Skidenbugt (areal)
- Skrumsager Mark (bebyggelse)
- Stenpold (areal)
- Store Mjøl (areal)
- Storetipper (areal)
- Sønder Bork (bebyggelse, ejerlav)
- Sønder Bork Kær (bebyggelse)
- Sønder Bork Mærskenge (areal, ejerlav)
- Tippepold (areal)
- Tipperne (areal, bebyggelse, ejerlav)
- Tippesande (vandareal)
- Vestermark (bebyggelse)
- Værnengene (areal, bebyggelse)
- Værnesande (areal)